# 威尼弗里德 (蒙大拿州)
威尼弗里德（英語：Winifred），是美国西北部蒙大拿州的一座城镇。根据2010年美国人口普查，该城镇的人口为208人，在蒙大拿州排行第107。使用北美山区时区（UTC-7，夏季为UTC-6）作为标准时间。